# Kīpuka

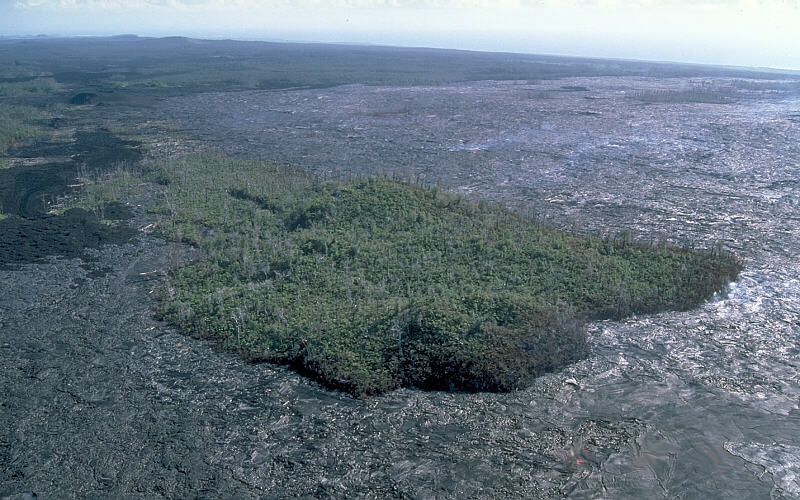
Kīpuka vzniklá na svazích sopky Kilauei na Havaji

Kīpuka je geologický termín z vulkanologie označující kus země, která je obklopena jedním či více mladšími lávový proudy. Toto území představuje starší jednotku, která přežila mladší přetvoření povrchu. Vzniká většinou na mírně ukloněném úbočí sopek, hřebenů či lávových dómů, tedy míst, kde láva může téci pozvolna po svahu dolů a tím obklopit lokální vyvýšeniny. Jelikož je starší území většinou již pokryté vegetací, zdánlivě tak kīpuka připomíná ostrov uprostřed moře.
Termín pochází z havajštiny , kde kīpuka znamená „ostrov“.